# ديفيد بارلو (لاعب كرة سلة)
ديفيد بارلو (بالإنجليزية: David Barlow)‏ مواليد 22 أكتوبر 1983، هو لاعب كرة سلة أسترالي بدأ مسيرته الاحترافية في سنة 2003 يلعب في الدوري الأسترالي لكرة السلة ويحمل الرقم 20.

## فرق لعب لها
- باسكت سرقسطة 2002
- سي بي مورسيا

## روابط خارجية
- ديفيد بارلو على موقع الاتحاد الدولي لكرة السلة (الإنجليزية)
- ديفيد بارلو على موقع الدوري الإسباني لكرة السلة (الإسبانية)
- ديفيد بارلو على موقع كرة السلة الأوروبية.كوم (الإنجليزية)
- ديفيد بارلو على موقع ريلجم (الإنجليزية)
- ديفيد بارلو على موقع بروبوليرز (الإنجليزية)
- ديفيد بارلو على موقع سبورتس رفرنس (الإنجليزية)
- ديفيد بارلو على موقع أوليمبيديا (الإنجليزية)
- ديفيد بارلو على موقع اللجنة الأولمبية الأسترالية (الإنجليزية)